# Voyage of the Damned (Doctor Who)
"Voyage of the Damned" (intitulado "A Viagem dos Condenados" no Brasil) é um episódio especial de Natal da série de ficção científica britânica Doctor Who, transmitido originalmente através da BBC One em 25 de dezembro de 2007. Foi escrito pelo showrunner Russell T Davies e dirigido por James Strong. É o terceiro especial natalino do programa após o retorno da série em 2005.
No episódio, o empresário alienígena Max Capricorn (George Costigan) busca vingança contra sua empresa depois que ela o expulsa. Ele coloca uma réplica estelar do RMS Titanic em rota de colisão com a Terra para incriminar o conselho de diretores por matar os humanos na Terra. O episódio apresenta a única performance em Doctor Who da cantora e atriz australiana Kylie Minogue, que interpreta a garçonete Astrid Peth. Davies descreveu sua escalação como um "caso muito excepcional", tendo escrito o papel de Astrid especificamente para ela.
Em sua exibição original, "Voyage of the Damned" foi assistido por 13,31 milhões de espectadores, a maior audiência de Doctor Who desde o serial City of Death em 1979 e também a maior audiência da série moderna. Foi o segundo programa mais assistido de 2007, superado apenas pelo episódio de EastEnders que foi ao ar imediatamente depois dele. A opinião crítica sobre o episódio foi dividida; a escrita e a performance de Minogue foram elogiadas e criticadas.

## Enredo

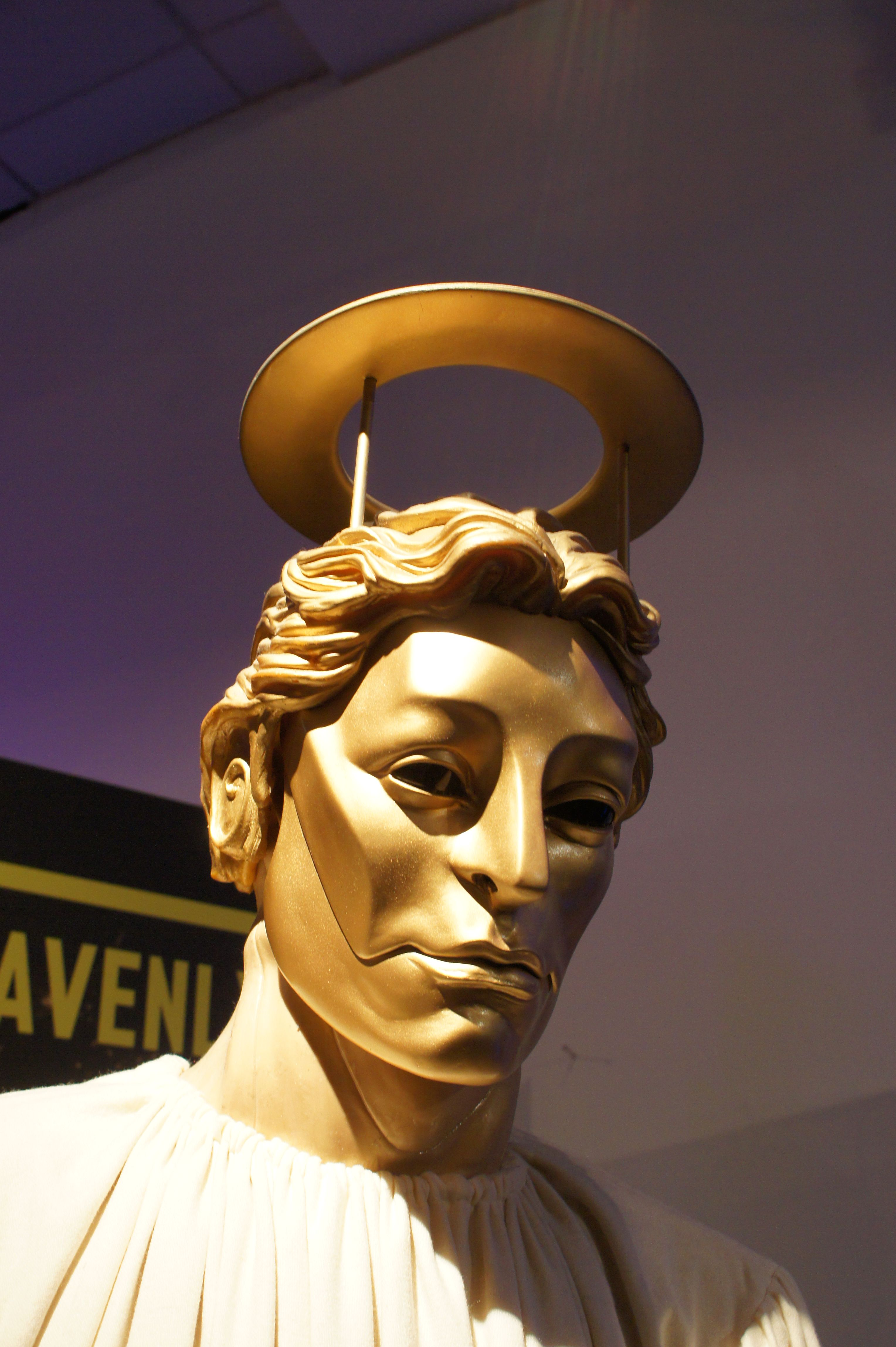
Um dos androides "Anfitriões" vistos no episódio em exposição na Doctor Who Experience

A TARDIS colide com uma nave chamada Titanic. Para investigar mais a fundo, o Décimo Doutor comanda o programa de auto-reparo da máquina e embarca no navio, descobrindo que ele é na verdade uma espaçonave interestelar do planeta Sto. Modelado a partir do transatlântico terrestre de mesmo nome, a nave está orbitando a Terra para observar "culturas primitivas" — especificamente, o Natal. O Doutor decide se esconder e se junta a um grupo de alienígenas, incluindo a garçonete Astrid Peth, em uma breve excursão a Londres. No entanto, a população da cidade fugiu com medo por causa de ataques extraterrestres nos dois Natais anteriores.
Após o retorno da excursão, o capitão do navio, Hardaker, o sabota ao planejar sua colisão com três meteoros. O choque resultante mata a maioria dos passageiros a bordo e leva o navio a uma colisão de nível de extinção com a Terra. O Doutor faz contato com o Aspirante Frame, um membro da tripulação que sobreviveu, para ajudá-lo a estabilizar o navio. A caminho da ponte, o grupo do Doutor é repetidamente atacado pelos Anfitriões, androides parecidos com anjos que foram programados para matar os sobreviventes. O Doutor se separa do grupo e tenta alcançar o ponto de controle deles. Ele é levado ao líder dos Anfitriões, o ex-proprietário da linha de cruzeiros Max Capricorn, ligado a uma unidade móvel de suporte de vida. Capricorn é ressentido por ter sido forçado a sair de sua própria empresa e planejou a colisão inevitável do Titanic com a Terra para levar a empresa à falência, incriminando o conselho de diretores por assassinato; a parte do capitão Hardaker, doente terminal, foi garantida pela promessa de apoio financeiro para sua família. Para salvar o Doutor, Astrid atinge Capricorn com uma empilhadeira, o que faz com que ambos caiam de uma saliência para a morte.
O Doutor usa o Anfitrião para chegar à ponte, onde ele usa o calor da entrada na atmosfera da Terra para reiniciar os motores do navio. Após estabilizá-lo, o Doutor percebe que a pulseira de teletransporte que Astrid estava usando reforçou seu padrão molecular. No entanto, o sistema danificado só consegue regenerá-la parcialmente. O Doutor relutantemente permite que ela se dissipe em átomos, para que ela possa realizar seu sonho de explorar o universo.

## Produção

### Elenco
Durante o lançamento da terceira temporada para a imprensa em março de 2007, a equipe de produção foi abordada por William Baker, diretor criativo de Kylie Minogue, sobre sua aparição no programa. A produtora executiva Julie Gardner respondeu que ela poderia ser uma estrela convidada se sua agenda estivesse livre. Minogue registrou oficialmente seu interesse em 26 de março de 2007 e posteriormente recebeu um papel único como acompanhante do Doutor. A aparição dela permitiria que o programa transferisse facilmente o papel de acompanhante principal de Martha Jones (Freema Agyeman) para "Penny" - a companheira pretendida para a quarta temporada, eventualmente substituída por Catherine Tate como Donna Noble - e fornecer uma estrela de "grande nome" para aparecer no especial de Natal. Seu casting foi relatado pela primeira vez no News of the World em abril de 2007. Davies inicialmente descartou a história, mas Baker e Minogue confirmaram que ela estrelaria o programa. Seu papel foi oficialmente confirmado em 3 de julho de 2007. Tanto Minogue quanto Doctor Who já haviam se reconhecido antes: "The Idiot's Lantern" menciona Minogue como uma pessoa real; e Baker, um fã de Doctor Who, incluiu aspectos da série clássica nas turnês de Minogue: os Guerreiros Raston (de "The Five Doctors") na turnê de Fever; e os Cybermen na turnê Showgirl.

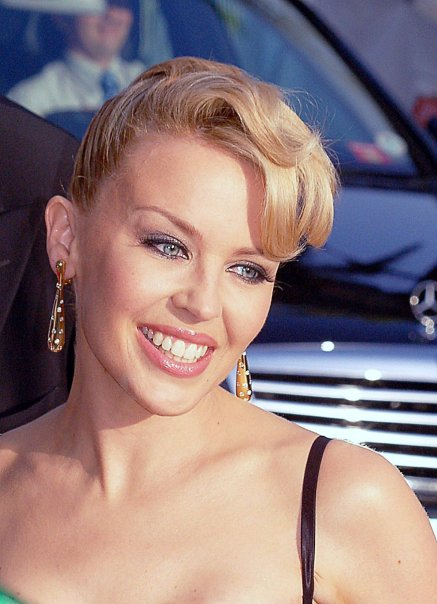
A personagem Astrid Peth foi criada especificamente para Kylie Minogue, que foi anunciada oficialmente em 3 de julho de 2007.

Clive Swift e Geoffrey Palmer tiveram papéis anteriores em Doctor Who. Swift interpretou Jobel em Revelation of the Daleks (1985), enquanto Palmer interpretou o Subsecretário Masters em Doctor Who and the Silurians (1970), e o Administrador em The Mutants (1972). Jessica Martin interpretou Mags em The Greatest Show in the Galaxy (1988–89). Além disso, Bernard Cribbins interpretou Tom Campbell em Daleks' Invasion Earth 2150 AD, a segunda adaptação cinematográfica de Doctor Who estrelada por Peter Cushing, bem como Arnold Korns no áudiodrama Horror of Glam Rock. Colin McFarlane, que forneceu as vozes dos Anfitriões no episódio, posteriormente interpretou o General Pierce em Torchwood: Children of Earth (2009), antes de reaparecer em Doctor Who como Moran em "Under the Lake". Jimmy Vee já havia interpretado alienígenas em  "The End of the World" e "Aliens of London" (2005), e mais tarde interpretaria outros alienígenas em "The End of Time" (2009–10) e "The Caretaker" (2014).
Minogue se encontrou com a designer Louise Page quatro vezes durante a pré-produção para discutir seu figurino. Page rejeitou um vestido longo porque era atípico para a atriz; em vez disso, ela escolheu uma imagem de "garota do cigarro", semelhante a uma "arrumadeira de cinema dos anos 1950". Cinco figurinos foram feitos para cenas diferentes e para as dublês de Minogue, e cada parte de cada figurino foi feita separadamente para manter o papel de Minogue em segredo. Após as filmagens, Minogue disse a Page que o figurino era "o mais confortável que [ela] havia usado em anos".

### Roteiro
O episódio foi escrito principalmente por Russell T Davies depois que Minogue foi escalada. A personagem de Astrid Peth foi escrita para ela. Davies mais tarde afirmou que Minogue era um "caso muito excepcional"; ele considerou escrever um papel especificamente para um ator "território perigoso" porque o ator desejado poderia não estar disponível ou recusar o papel. Nos primeiros rascunhos do episódio, Astrid não morreria. Davies decidiu que a morte da personagem era necessária para permitir que Minogue se concentrasse em sua carreira musical. Davies descreveu a natureza original de sua morte - cair de um precipício durante uma luta com Capricorn - como "fugaz". Ele intensificou a cena mudando Max para um ser cibernético e o ataque de Astrid de uma altercação para uma empilhadeira. Davies achou que a cena revisada era "uma imagem tão bonita" e romantizou o "sacrifício final" de Astrid.
Davies baseou o episódio no formato tradicional de filme de desastre. Ele foi altamente influenciado pelo filme de 1972 The Poseidon Adventure: ele considerou "[virar] a nave espacial de cabeça para baixo" antes de cortar o conceito por restrições monetárias; e a personagem de Foon Van Hoff (Debbie Chazen) foi fortemente baseado em Belle Rosen (Shelley Winters). Ele divergiu do tropo em seu clímax; o formato de Doctor Who ditou a exigência de um antagonista: Max Capricorn, cujo plano era sabotar a nave como parte de um golpe de seguro. Davies baseou a representação de Sto no Kansas no filme de 1939 O Mágico de Oz.
O episódio inclui várias referências externas: o episódio é dedicado a Verity Lambert, a primeira produtora de Doctor Who, que morreu em 22 de novembro de 2007, um dia antes do aniversário de 40 anos do programa; e o mau funcionamento dos Anfitriões gaguejando sobre o nome "Max" é uma referência ao apresentador virtual dos anos 1980, Max Headroom; Davies inseriu referências a outros episódios de Doctor Who no roteiro: ele enfatizou a crescente conscientização da sociedade sobre alienígenas e a tradição dos ataques consecutivos no Natal de Londres no roteiro, descrevendo o último como "se tornando uma espécie de piada interna"; o uso do bordão " allons-y Alonso" pelo Doutor no episódio quando ele ajuda Frame a estabilizar a nave continua uma piada recorrente originada em "Army of Ghosts"; e os Anfitriões continua o tema dos anjos, que apareceram anteriormente em "Blink", onde os antagonistas do episódio eram os Weeping Angels, e em "The Sound of Drums" e "Last of the Time Lords", onde a rede de comunicação do Mestre era chamada de "Rede Arcanjo". Apesar dos anjos serem os antagonistas em dois episódios que foram ao ar próximos um do outro, o que desanimou o escritor e produtor executivo Russell T Davies quando ele leu o roteiro de Steven Moffat para "Blink", os Anfitriões são funcionalmente diferentes como " mordomos robôs" subordinados.

### Filmagens

David Tennant precisou interromper as gravações do episódio quando sua mãe morreu.

As filmagens ocorreram principalmente entre 9 de julho e 11 de agosto de 2007; a primeira cena filmada retratava o grupo sendo abordado pelos Anfitriões enquanto cruzava os motores. Em 12 de julho, a mãe de Tennant, Helen McDonald, começou a sucumbir ao câncer. As filmagens foram remarcadas para permitir que Tennant estivesse presente quando ela morreu e foi enterrada - em 15 e 21 de julho, respectivamente. Durante a ausência de Tennant, cenas na área de recepção do Titanic foram filmadas no Exchange em Swansea e no Coal Exchange na Baía de Cardiff. Tennant filmou suas cenas na área em 16 e 17 de julho. O último uso do Coal Exchange foi no dia 18; cenas retratando a colisão do navio com meteoros foram filmadas naquele dia.
Uma semana de filmagem foi conduzida principalmente no antigo local da DuPont em Pontypool, que forneceu os cenários para o Deck 31 — refúgio e centro de comando de Capricorn. Grande parte da antiga máquina de extrusão ainda estava no local e seus painéis de controle "Thorn Drive" correspondentes — e as várias escadas e corredores do navio. As cenas no Deck 31 foram filmadas em 19 e 20 de julho. Uma dublê, Danielle de Costa, operou a empilhadeira porque Minogue não tinha a licença necessária. As filmagens foram escalonadas como resultado da saída de Tennant: 21 de julho focou nos personagens coadjuvantes; e 23 de julho focou em Tennant. As consequências do impacto do meteoro foram filmadas entre 25 e 27 de julho.
As filmagens retornaram ao Exchange em Swansea para filmar mais duas cenas: o desfecho do episódio foi filmado em 28 de julho; e a sequência pré-créditos em 30 de julho. O dia mais importante das filmagens foi em 31 de julho de 2007: uma filmagem noturna da chegada do grupo em Londres. Antes do início das gravações, Minogue fez sua cena de morte sobre um colchão chroma key. A cena em Londres começou a ser filmada ao pôr do sol no centro da cidade de Cardiff. Por questões de segurança — especificamente, proteger Minogue — a rua foi fechada pela primeira vez desde o retorno do programa em 2005.
As filmagens terminaram nas duas primeiras semanas de agosto de 2007: a cena final foi filmada nas docas de Cardiff em 1º de agosto; a morte de Hardaker foi filmada na Upper Boat em 2 de agosto; cenas na cozinha do navio foram filmadas em 3 de agosto; e cenas na ponte foram filmadas de 6 a 8 de agosto. O último dia de filmagem foi em 21 de agosto de 2007; cenas da participação especial dos repórteres da BBC Jason Mohammad e Nicholas Witchell foram filmadas nos centros de transmissão da BBC em Llandaff e Londres.

### Música
O compositor Murray Gold, o arranjador Ben Foster e a cantora Yamit Mamo fazem aparições especiais como parte da banda do navio. Mamo, principalmente uma cantora de soul, foi abordada por Gold depois que seus amigos a viram se apresentando, e ela aceitou sua oferta.  Ela cantou as canções "My Angel Put the Devil in Me" e "The Stowaway" na trilha sonora da terceira temporada. Esta última foi composta especificamente para este episódio e foi gravada em setembro de 2007 no AIR Studios em Londres. A música apresenta todos os que estavam presentes nos estúdios durante a gravação como backing vocals. "The Stowaway" continua a tradição de uma canção de Natal de "The Christmas Invasion" ("Song for Ten") e "The Runaway Bride" ("Love Don't Roam"). A canção foi influenciada pela música folclórica irlandesa e contrasta o sentimento otimista "under deck" com letras melancólicas sobre amor não correspondido. Dez minutos da música do episódio foi incluída na trilha sonora da quarta temporada. O episódio também apresenta uma nova versão da música-tema da série durante seus créditos, comparável à versão de Peter Howell da década de 1980, que contém uma nova linha de baixo, bateria e piano.

## Transmissão e recepção

### Transmissão
A audiência inicial após a transmissão do episódio no dia de Natal foi de 12,2 milhões de espectadores. A audiência final consolidada subiu para 13,31 milhões de espectadores, com um pico de 13,8 milhões, a segunda maior audiência para qualquer programa durante 2007: o episódio de EastEnders que foi ao ar depois de "Voyage of the Damned" foi assistido por 13,9 milhões de pessoas. Este número é o mais alto para a série moderna, superando o recorde anterior estabelecido por "Rose". O número também é o mais alto para Doctor Who em geral desde 1979, especificamente, o episódio final de City of Death. Obteve um Índice de Apreciação do público de 86, considerado "excelente", acima da pontuação média de 77 para programas dramáticos, e foi o índice mais alto de qualquer programa exibido no dia de Natal. Embora não tenha sido filmado em HD, a BBC o exibiu na BBC One HD, na quarta-feira, 29 de dezembro de 2010, tendo ampliado o programa para HD e também incluindo som Dolby Surround. Este é o primeiro episódio de Doctor Who, filmado em SD, a ter sido ampliado para HD para transmissão na televisão, e o segundo episódio, no geral, a ser ampliado de SD para HD, o primeiro sendo o especial de Natal de 2008, "The Next Doctor", para o lançamento em Blu-ray do Complete Specials Boxset.
Este especial foi ao ar pela primeira vez no Canadá, na Space, em abril de 2010.

### Crítica e revisão

A cena em que o Doutor é erguido pelos Anfitriões angelicais até a ponte do navio foi tanto criticada e elogiada por suas imagens religiosas.

O episódio foi criticado por Millvina Dean, a última sobrevivente do naufrágio do Titanic em 1912, que disse: "O Titanic foi uma tragédia que separou tantas famílias. Perdi meu pai e ele está naqueles destroços. Acho desrespeitoso fazer entretenimento de tal tragédia." Uma porta-voz do programa disse: "Não foi a intenção ofender ninguém. 'Voyage of the Damned' se passa em uma nave espacial chamada Titanic e não em um barco." A organização Christian Voice expressou-se ofendida devido às imagens religiosas de uma cena em que o Doutor é erguido através da nave por anjos robôs, acreditando que a representação messiânica do personagem era "inapropriada".
Gareth McLean, que analisou uma exibição prévia para o blog de TV e rádio do The Guardian, apreciou o uso do "modelo de filme-catástrofe" no episódio e chegou a uma conclusão geral favorável: "Na maior parte, 'Voyage of the Damned' é absolutamente bárbaro." Sua principal falha, em sua opinião, foi a atuação "falsa e insípida" de Kylie Minogue. James Walton, do The Daily Telegraph, deu uma crítica positiva ao episódio, resumindo-o como "uma combinação vencedora de imaginação selvagem e roteiro cuidadosamente escrito". Alex Clark, do The Observer, comentou que a contagem de corpos era bastante alta, mas ainda achava que o episódio era "uma massa de absurdos flagrantes e invenções desleixadas". Harry Venning, do The Stage, concluiu sua crítica positiva do episódio afirmando que "estava bem à altura dos padrões impecavelmente altos de Doctor Who". A Doctor Who Magazine colocou duas das mortes no episódio em sua lista das 100 maiores mortes na história do programa. A morte de Bannakaffalatta, um auto-sacrifício para salvar o grupo do Doutor, foi colocada na categoria "top 20 de comoventes". A morte de Astrid recebeu o título de "a maior cena de morte de todos os tempos de Doctor Who" , comentando que atinge todas as categorias principais (horrível, aterrorizante, auto-sacrifício, chorosa e surpreendente)", e "sua morte realmente faria um olho de vidro chorar". Tim Teeman do The Times deu ao episódio uma crítica negativa, afirmando que "foi chato, apesar da correria sem fim e da confusão em CGI". O Daily Mirror comentou que o episódio tinha "algumas imagens psicodélicas brilhantes ao estilo Pink Floyd", "ótimos vilões" e "piadas legais", mas lamentou que "o enredo era uma bagunça, consistindo principalmente de uma cena de perseguição de alta tecnologia após a outra, caindo em barulho e a fanfarronice".

### Lançamento em DVD
O episódio foi lançado pela primeira vez no Reino Unido em DVD em março de 2008. Os dez especiais de Natal entre "The Christmas Invasion" e "Last Christmas" foram lançados posteriormente em um boxset intitulado Doctor Who – The 10 Christmas Specials em 19 de outubro de 2015.